# Kuching
Kuching er hovedstad i den østmalaysiske stat Sarawak, der ligger i den nordvestlige del af øen Borneo. Kuching er den største by i Sarawak og er med omkring 600.000 indbyggere den fjerdestørste by i Malaysia.

## Eksterne links
- Sarawak Government Official Portal – official website (på engelsk)
- Kuching, Sarawak – official turisme website fra Tourism Malaysia

- Wikimedia Commons har flere filer relateret til Kuching